# Lelystad Commanders 2019
Questa voce raccoglie le informazioni riguardanti i Lelystad Commanders nelle competizioni ufficiali della stagione 2019.

## Eredivisie 2019

### Stagione regolare
| Lelystad 24 febbraio 2019, ore 14:00 | Lelystad Commanders | 14 – 13 referto | Arnhem Falcons | Sportvereniging Batavia 90 |

| Lelystad 3 marzo 2019, ore 14:00 | Lelystad Commanders | 40 – 0 (a tavolino) referto | Utrecht Dominators | Sportvereniging Batavia 90 |

| Lelystad 17 marzo 2019, ore 14:00 | Lelystad Commanders | 33 – 7 referto | Lightning Leiden | Sportvereniging Batavia 90 |

| Groninga 31 marzo 2019, ore 14:00 | Groningen Giants | 6 – 33 referto | Lelystad Commanders | Sportpark Corpus den Hoorn |

| Lelystad 14 aprile 2019, ore 14:00 | Lelystad Commanders | 36 – 14 referto | Groningen Giants | Sportvereniging Batavia 90 |

| Loosdrecht 21 aprile 2019, ore 14:00 | Hilversum Hurricanes | 27 – 16 referto | Lelystad Commanders |  |

| Amsterdam 5 maggio 2019, ore 14:00 | Amsterdam Crusaders | 42 – 3 referto | Lelystad Commanders | Sportpark Sloten |

| Lelystad 19 maggio 2019, ore 14:00 | Lelystad Commanders | 48 – 33 referto | Flevo Phantoms | Sportvereniging Batavia 90 |

| Utrecht 2 giugno 2019, ore 14:00 | Utrecht Dominators | 0 – 54 referto | Lelystad Commanders | Sportpark Overdreecht Noord |

| Leida 16 giugno 2019, ore 14:00 | Lightning Leiden | 6 – 13 referto | Lelystad Commanders | Lightning Field |

### Playoff
| Lelystad 23 giugno 2019, ore 14:00 | Lelystad Commanders | 34 – 10 referto | Arnhem Falcons | Sportvereniging Batavia 90 |

| Amsterdam 7 luglio 2019, ore 19:00 | Amsterdam Crusaders | 37 – 7 referto | Lelystad Commanders | Nationaal Rugby Centrum Amsterdam |

## Statistiche di squadra
| Competizione      | %Vittorie | In casa | In casa | In casa | In casa | In casa | In casa | In trasferta | In trasferta | In trasferta | In trasferta | In trasferta | In trasferta | Totale | Totale | Totale | Totale | Totale | Totale |
| Competizione      | %Vittorie | G       | V       | N       | P       | Pf      | Ps      | G            | V            | N            | P            | Pf           | Ps           | G      | V      | N      | P      | Pf     | Ps     |
| ----------------- | --------- | ------- | ------- | ------- | ------- | ------- | ------- | ------------ | ------------ | ------------ | ------------ | ------------ | ------------ | ------ | ------ | ------ | ------ | ------ | ------ |
| Stagione regolare | .800      | 5       | 5       | 0       | 0       | 171     | 67      | 5            | 3            | 0            | 2            | 119          | 81           | 10     | 8      | 0      | 2      | 290    | 148    |
| Playoff           | .500      | 1       | 1       | 0       | 0       | 34      | 10      | 1            | 0            | 0            | 1            | 7            | 37           | 2      | 1      | 0      | 1      | 41     | 47     |
| Totale            | .750      | 6       | 6       | 0       | 0       | 205     | 77      | 6            | 3            | 0            | 3            | 126          | 118          | 12     | 9      | 0      | 3      | 331    | 195    |